# Lac de l'Ailette
Le lac de l'Ailette, également appelé lac d'Ailette est un lac artificiel français situé dans le département de l'Aisne en région Hauts-de-France, principalement connu pour être la troisième base de loisirs française de la société Center Parcs.

## Géographie
Le lac de l'Ailette est une retenue collinaire touchant les territoires de Chamouille et de Neuville-sur-Ailette, à environ 11 km de Laon et à environ 36 km de Reims. Il s'agit d'un barrage entre les vallées de la Bièvre et de l’Ailette au niveau de leur confluence.
Le lac est une retenue d'eau artificielle alimentée par les eaux de la rivière Ailette, un affluent de l’Oise.

## Histoire
La mise en service du lac a débuté le 15 octobre 1983 et le lac a atteint son niveau maximum théorique le 5 février 1984. À l’origine, ce plan d'eau a été conçu dans le cadre de la construction d'un parc de loisirs départemental car il permettait aux collectivités territoriales d’éviter toute nouvelle installation ou création de mini plans d’eau équipés de cabanons, comme cela s’est fait dans d’autres parties du département.

## Tourisme
Une régate d'aviron y a lieu chaque saison.[réf. nécessaire]

### Sentier de grande randonnée
Le plan d'eau se situe sur le sentier de grande randonnée 142, variante du GR 14.

### Résidence de tourisme
Depuis 2007, le lac de l'Ailette accueille le troisième domaine de vacances de Center Parcs. La convention, confiée à l'opérateur privé Pierre & Vacances, a été signée le 27 novembre 2003. Les travaux ont débuté au cours de l'année 2005 sur la rive Nord du lac de l'Ailette. La création de ce domaine a permis la création de 650 emplois directs. Parmi eux, 85 % du personnel a été recruté localement et 66 % était inscrits auprès de Pôle Emploi.
L’hébergement est composé de 861 cottages inspirés de l'architecture canadienne et permet d’accueillir plus de 1 000 personnes. Elle possède cinq restaurants, quatre bars, quatre parcours aventure, une halle des sports, un parc aquatique, une aire de jeux pour les enfants de 1 000 m2, un jardin d’hiver pour les spectacles et un golf avec 18 trous.

## Environnement
La construction de ce lac artificiel a entraîné la disparition de 20 ha de marais, 200 ha de taillis et 100 ha de friches et prairies. Elle a néanmoins permis l'arrivée de nombreuses espèces d’oiseaux d’eau. En décembre 1987, une première analyse liste 107 animaux de la classe Aves. Ce chiffre passe à 116 en décembre 1988. Plus récemment, de février 1999 à février 2007, Didier Baverel identifie 177 espèces d’oiseaux présentes sur le territoire. Ces analyses dénombrent au total 204 espèces d’oiseaux ayant fréquenté le plan d’eau de l’Ailette dont 76 oiseaux nicheurs.
Le plan d'eau bénéficie d'une protection parmi les zones naturelles d'intérêt écologique, faunistique et floristique couplé avec la haute vallée de l'Ailette. On y retrouve notamment de nombreuses espèces aquatiques qui, bien que rares en Picardie, restent particulièrement présentes sur le site ; Najas marina, la groenlandie dense, le potamot perfolié, le grand brochet, l'insecte éphéméroptère Caenis lactea, ou encore le leste fiancé.